# Homobasidiomycetes

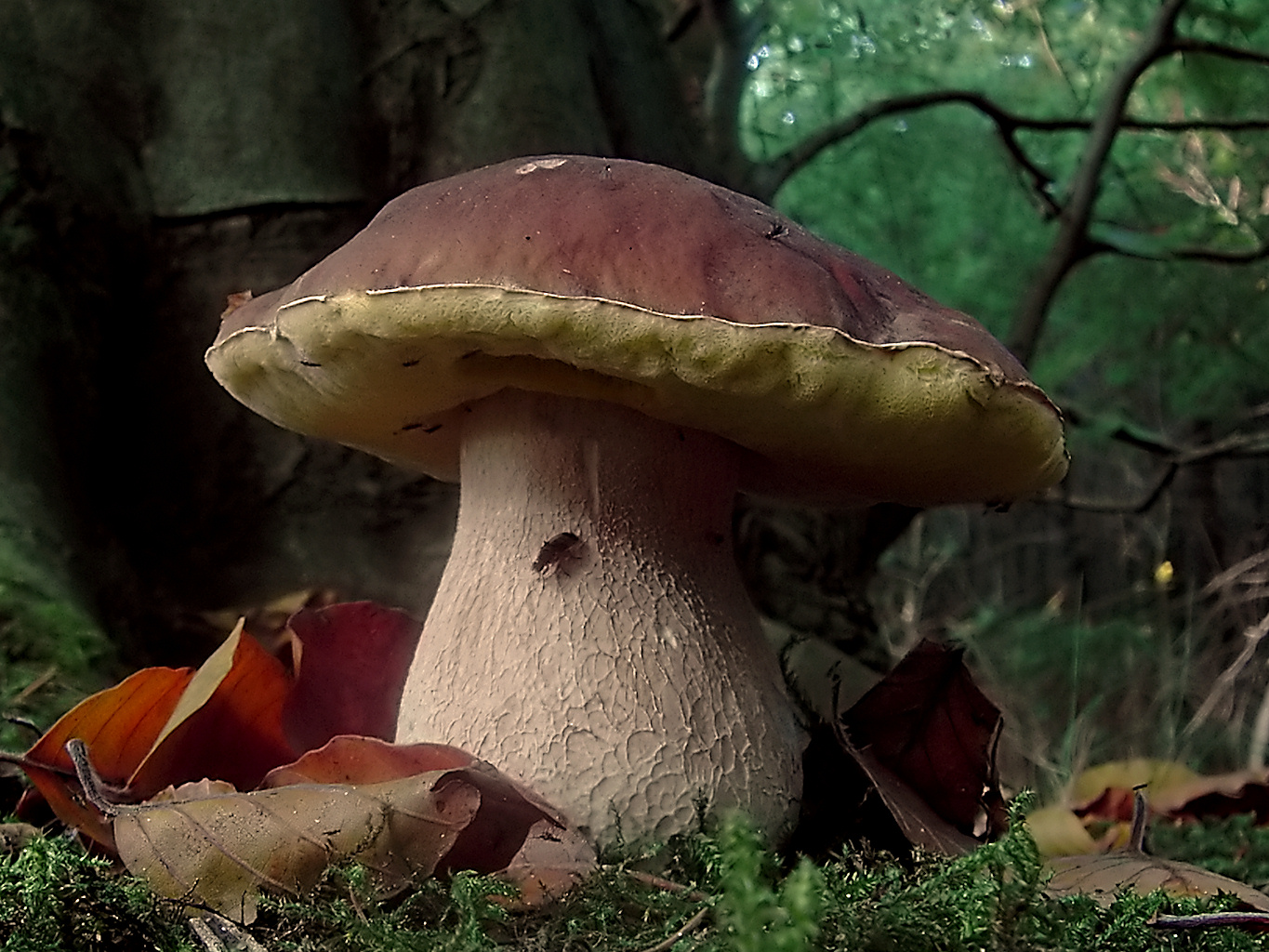
Boletus edulis.

Les homobasidiomycètes (Homobasidiomycetes) constituaient la classe la plus importante des champignons basidiomycètes. Ils se caractérisaient par leurs basides non cloisonnées, appelées homobasides, de forme clavée ou cylindrique, ne produisant pas de spores secondaires.

## Taxinomie
Cet ensemble, qui comprenait la plupart des champignons charnus, était divisé en trois sous-classes :
- les Aphyllophoromycetidae : champignons à hyménophore non lamellé, par exemple les hydnes, les polypores ou les chanterelles.
- les Agaricomycetidae : champignons à hyménophore lamellé (agaric, amanite, russule etc.), sachant que les lamelles peuvent prendre la forme de tubes porés (les bolets) ;
- les Gasteromycetidae : champignons dont les basides se trouvent à l'intérieur du basidiocarpe, par exemple la vesse-de-loup.

Il s'agit d'une classification désuète. Une vaste étude phylogénétique réalisée en 2007 par plus d'une soixantaine de chercheurs, dont le classement est adopté par The Tree of Life Web Project et Myconet, décrit à sa place la classe Agaricomycetes, qui est à peu près identique à la description faite par Hibbett & Thorn (2001), mais comprend en plus les ordres Auriculariales et Sebacinales.